# (223) Rosa
(223) Rosa ist ein Asteroid des äußeren Hauptgürtels, der am 9. März 1882 vom österreichischen Astronomen Johann Palisa an der Universitätssternwarte Wien entdeckt wurde.
Die Benennung des Asteroiden erfolgte durch Professor E. Vincent aus Wien, aber ein Bezug dieses Namens zu einer Person oder einem Ereignis ist nicht bekannt.
Aufgrund der Bahneigenschaften wird (223) Rosa zur Themis-Familie gezählt.

## Wissenschaftliche Auswertung
Aus Ergebnissen der IRAS Minor Planet Survey (IMPS) wurden 1992 Angaben zu Durchmesser und Albedo für zahlreiche Asteroiden abgeleitet, darunter auch (223) Rosa, für die damals Werte von 87,6 km bzw. 0,03 erhalten wurden. Mit dem Ziel, Zusammensetzung und Oberfläche von Asteroiden der Themis-Familie näher einzugrenzen, wurde auch (223) Rosa am 10. September 2008 mit dem Spitzer-Weltraumteleskop im mittleren Infrarot beobachtet. Aus den Messdaten wurde ein mittlerer Durchmesser von 61,2 km und eine Albedo im sichtbaren Bereich von 0,06 abgeleitet. Eine Auswertung von Beobachtungen durch das Projekt NEOWISE im nahen Infrarot führte 2011 zu vorläufigen Werten für den Durchmesser und die Albedo im sichtbaren Bereich von 83,4 km bzw. 0,03. Nachdem die Werte nach neuen Messungen mit NEOWISE 2012 auf 109,2 km bzw. 0,02 geändert worden waren, wurden sie 2014 auf 79,8 km bzw. 0,04 korrigiert. Nach der Reaktivierung von NEOWISE im Jahr 2013 und Registrierung neuer Daten wurden die Werte 2016 angegeben mit 72,3 oder 90,4 km bzw. 0,04 oder 0,05, diese Angaben beinhalten aber hohe Unsicherheiten. Eine Untersuchung von 2024 bestimmte aus einer Bedeckung des Sterns 13. Größe UCAC4 501-002570 durch den Asteroiden am 10. November 2021 für (223) Rosa einen elliptischen Querschnitt von 82,6 × 70,3 km.
Eine spektroskopische Untersuchung von 820 Asteroiden zwischen November 1996 und September 2001 am La-Silla-Observatorium in Chile ergab für (223) Rosa eine taxonomische Klassifizierung als X- bzw. Xc-Typ.
Photometrische Messungen des Asteroiden fanden erstmals statt vom 26. März bis 15. April 2007 am Palmer Divide Observatory in Colorado. Aus der gemessenen Lichtkurve mit geringer Amplitude wurde eine Rotationsperiode von etwa 9,9 h abgeleitet, wobei aber auch die doppelte Periode von 19,8 h als möglich angesehen wurde. Neue Messungen vom 31. Dezember 2011 bis 11. Februar 2012 am Organ Mesa Observatory in New Mexico führten jedoch zu einem abweichenden Wert von 20,283 h. Eine Periode im Bereich von 9,9 h konnte dagegen ausgeschlossen werden.
Bis 2021 gab es erst zwei Schätzungen für die Masse von (223) Rosa. Insbesondere im Hinblick darauf, dass der Asteroid als Vorbeiflugziel einer Raumsonde (siehe unten) ausgewählt werden könnte, gab es 2022 einen neuen Versuch der Massenbestimmung. Es wurden dazu die nahen Begegnungen von (223) Rosa mit drei kleinen Asteroiden in der jüngeren Vergangenheit im Hinblick auf die gravitative Bahnstörung auf die Testkörper ausgewertet. Es wurden daraus für (223) Rosa gewichtete Werte für die Masse von 3,6·1017 kg und mit einem Durchmesser von etwa 83 km für die Dichte von 1,2 g/cm³ mit Unsicherheiten von 35 % errechnet. Diese Dichte würde gut zu einem Asteroiden vom Spektraltyp P passen. Auswertungen von Gaia DR3-Daten der Begegnung von (223) Rosa mit dem etwa 3,5 km großen Asteroiden (35525) 1998 FV64 am 31. Dezember 2010 bis auf etwa 53.500 km Abstand bei einer Relativgeschwindigkeit von 2,0 km/s ergaben in einer Untersuchung von 2023 allerdings deutlich geringere Werte für die Masse und Dichte von 9,5·1016 kg bzw. 0,26 g/cm³, allerdings mit einer hohen Unsicherheit von 74 %.

## Raumsonden-MissionJUICE
Bei der Planung des Raumsonden-Projekts Jupiter Icy Moons Explorer (JUICE) der Europäischen Weltraumorganisation ESA zur Erforschung der Umgebung und der Eismonde des Jupiters ergab sich während der achtjährigen Flugphase eine zweimalige Passage des Asteroiden-Hauptgürtels. Aus diesem Grund wurde die Möglichkeit eines Asteroidenvorbeiflugs untersucht. Als möglicher Kandidat wurden dabei neben (1650) Heckmann, einem Asteroiden des inneren Hauptgürtels vom F-Typ, auch der Asteroid (223) Rosa vorgeschlagen, an dem die Raumsonde JUICE auf ihrem nominellen Kurs im Oktober 2029 im Abstand von 4,3 Mio. km vorbeifliegen würde. Aufgrund ihrer (nach vorläufigen Erkenntnissen) geringen Dichte, ihres roten und strukturlosen Reflexionsspektrums (X- oder P-Typ) und ihrer sehr geringen Albedo könnte (223) Rosa ein ursprüngliches Objekt sein, das im äußeren Sonnensystem entstand und während der Instabilität der Riesenplaneten im Hauptgürtel eingefangen wurde. Die JUICE-Mission würde eine beispiellose Gelegenheit bieten, diese Körperklasse mit den Fernerkundungsinstrumenten JANUS (eine optische Kamera) und MAJIS (ein abbildendes Spektrometer) zu beobachten und zu untersuchen. Eine mögliche nähere Begegnung mit (223) Rosa könnte auch für zukünftige Vergleichsstudien mit den Eigenschaften der Jupiter-Trojaner genutzt werden, die auch eine große Population von P-Typen enthalten und Ziele der fast gleichzeitig laufenden NASA-Weltraummission Lucy sind.
Vorläufige Analysen deuteten jedoch darauf hin, dass ein enger Vorbeiflug von JUICE an (223) Rosa einen erheblichen Treibstoffverbrauch erfordern würde. Die Wissenschaftler und das Projekt entschieden sich schließlich dafür, keinen Asteroidenvorbeiflug durchzuführen, um alle Treibstoffreserven zur Verbesserung des wissenschaftlichen Ertrags der nominellen Mission zum Jupiter und seinen Eismonden, für eine mögliche Missionsverlängerung und auch aus Sicherheitsgründen zu erhalten.